# 西壽巳
西 壽巳（にし ひさみ）は、日本の電子工学・システム工学者。大阪工業大学工学部電子情報システム工学科元教授・電子クラブ幹事。工学博士（大阪大学）。電子情報通信学会関西支部元評議員、日本光学会元幹事。
専門は、光工学・光エレクトロニクス・光ファイバ応用、光情報処理システム・画像処理、プログラミング（特にC・Python）。

## 略歴
1978年大阪大学工学部電子工学科卒業。1980年同大学大学院工学研究科電子工学専攻博士前期課程修了。のちに、工学博士（大阪大学）。日本板硝子(NSG)中央研究所にて、通信用の屈折率分布型レンズおよび光ファイバ応用システムの研究開発に携わる。1986年米国SRI International（旧スタンフォード大学研究所）にて光情報処理システムの研究に従事。1997年大阪工業大学工学部電子工学科に助教授として着任。同学部電子情報通信工学科教授、電子情報システム工学科教授を経て、2021年大阪工業大学退官。
大阪工業大学工学部（電子工学系）にて20年以上の長きに渡り教鞭を執り、同大学電子クラブ幹事も務め、特に光エレクトロニクス・光情報処理システムの研究・開発に貢献した。
退官後は、大阪国際工科専門職大学教授、大阪学院大学情報学部教授なども務める。
主な所属学会は、電子情報通信学会、日本光学会、応用物理学会など。主な著書は、光ヘテロダイン技術（共著、新技術コミュニケーションズ1994、学術書）、電子計測器の最新システム化技術 - ユーザ編第10章:コンピュータ制御による自動屈折率分布係数測定装置（分担執筆、ミマツデータシステム1993、学術書）。

## 主な研究
- 等倍屈折率分布型レンズの3次収差解析
- 光ファイバ応用LDVシステムおよびマシンビジョンシステムの開発
- 低コヒーレンス光干渉による面内複屈折測定 〜 光情報処理システム
- 回帰性マイクロプリズムアレイを用いたスキャナー用光学系の研究
- AI応用官能検査システムの開発